# Evangelische Kirche (Unter-Seibertenrod)

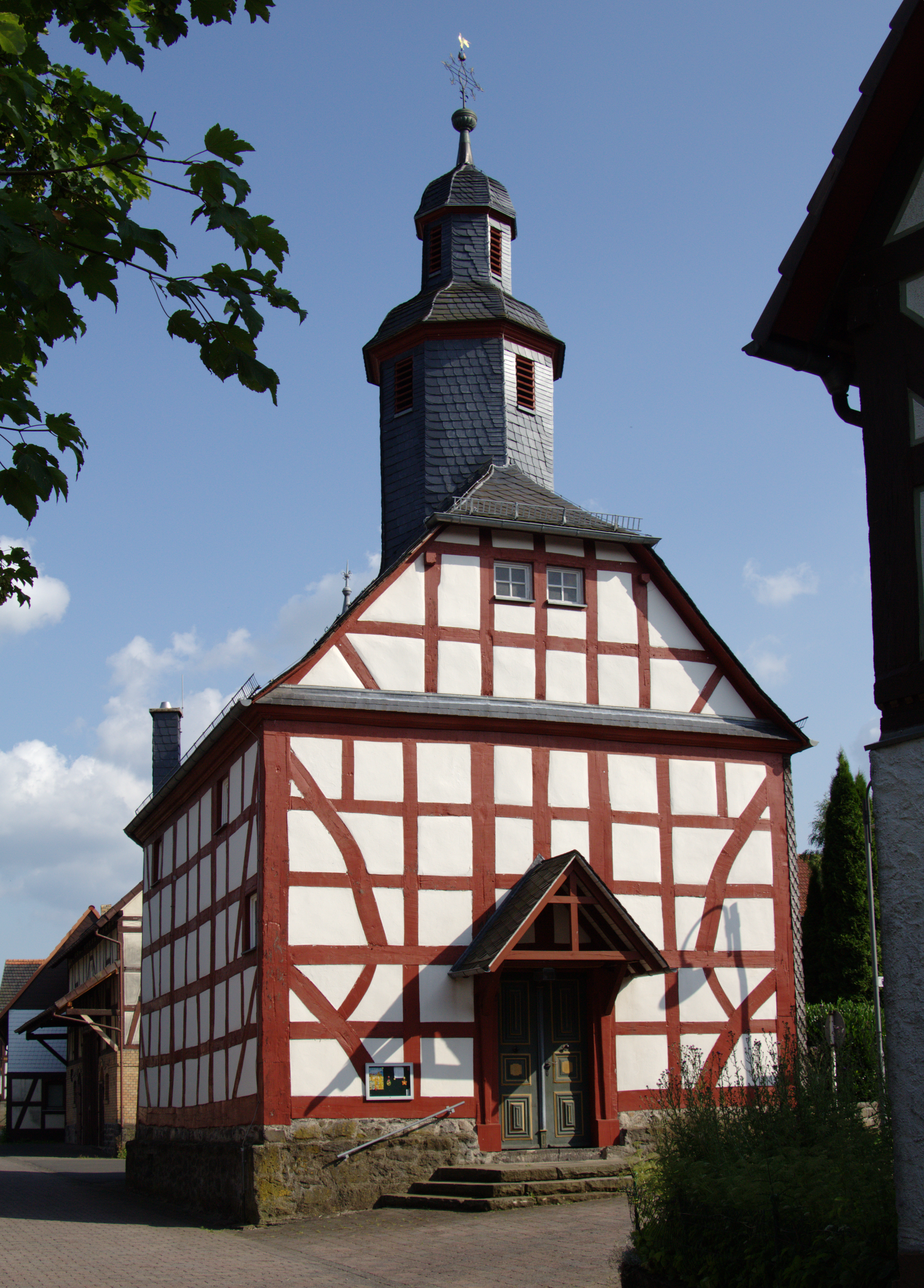
Kirche von Norden

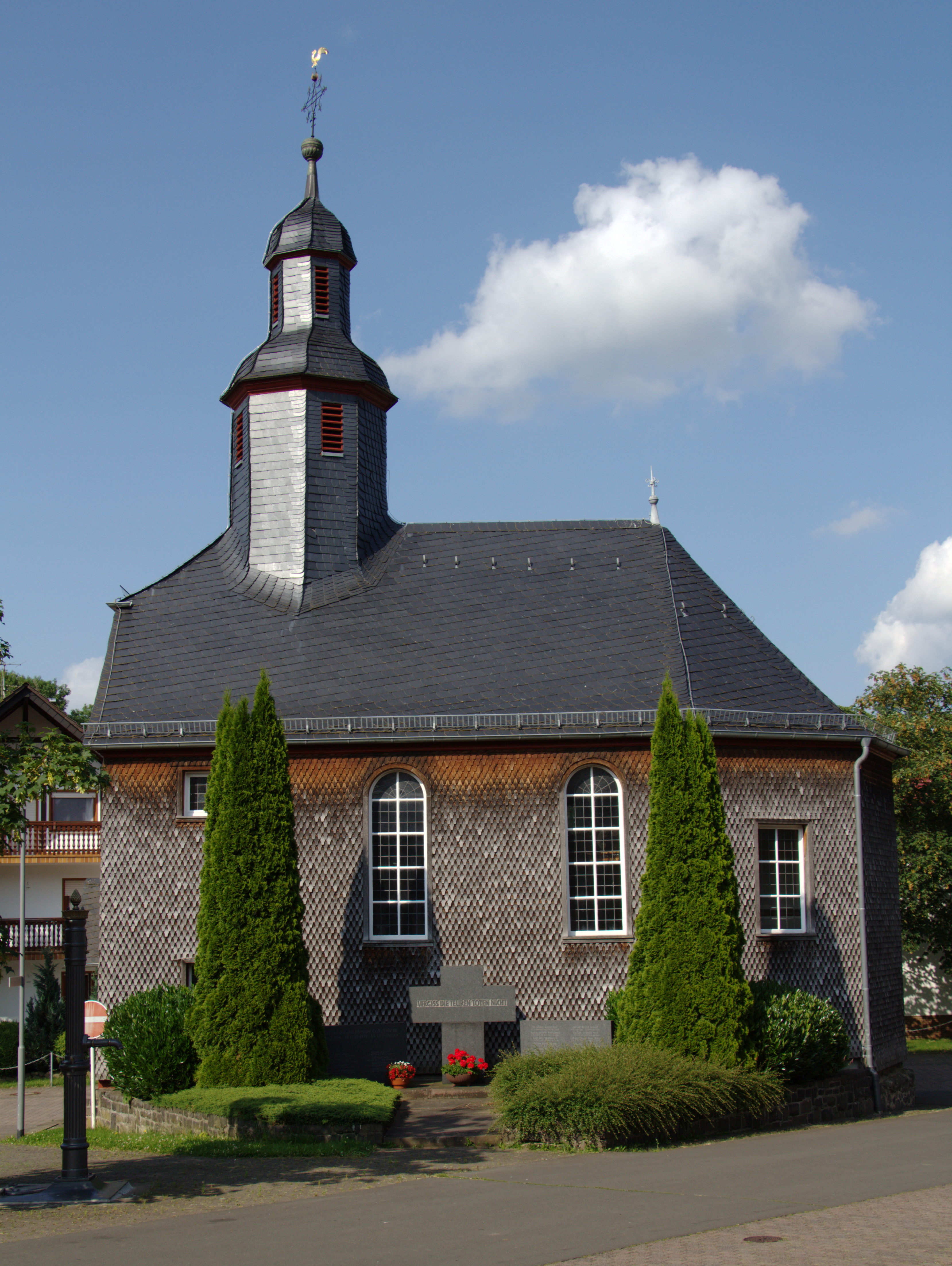
Ansicht von Südwesten

Die evangelische Kirche in Unter-Seibertenrod, einem Ortsteil von Ulrichstein im Vogelsbergkreis (Hessen), ist eine denkmalgeschützte Fachwerkkirche. Die einschiffige Saalkirche von 1738/1739 im Stil des Barock hat einen Haubendachreiter und einen seltenen Vierachtelschluss. Das Kirchengebäude in der Ortsmitte ist das Wahrzeichen des Dorfes.

## Geschichte
Bereits im Mittelalter war Unter-Seibertenrod Filial der Mutterkirche Ober-Ohmen. Das Patronatsrecht hatten die Freiherren Riedesel zu Eisenbach inne. Mit Einführung der Reformation unter Hermann IV. Riedesel wechselte die Kirchengemeinde im Jahr 1527 zum evangelischen Bekenntnis, vermutlich unter Georg Rupel, der ab 1550 Pfarrer in Ober-Ohmen war. Im Jahr 1557 wurde eine strenge Kirchenordnung unter Ursula Riedesel eingeführt, um der reformatorischen Lehre Geltung zu verschaffen.
Eine um 1600 errichtete Fachwerkkirche wurde 1738 nach Klein-Eichen verkauft und transloziert. Die Evangelische Kirche Klein-Eichen aus Unter-Seibertenrod ist damit eine der ältesten erhaltenen Fachwerkkirchen in Hessen.
Die neue Kirche wurde 1738/1739 errichtet. Das Westportal ist mit der Jahreszahl 1738 und die Wetterfahne mit 1739 bezeichnet. Laut der Pfarrchronik von 1858 soll mit dem Bau bereits 1737 begonnen worden sein.
Bei einer Innen- und Außenrenovierung im Jahr 1902, die Kosten von 3855 Mark verursachte, wurde die Kirche neu geweißt und eine erste Orgel angeschafft. Pfarrer Karl Momberger sammelte für die Orgel 1200 Mark an Spenden, was zwei Drittel der Kosten von 1800 Mark entsprach. Das restliche Drittel wurde der Gemeindekasse entnommen.
Das Kirchspiel Ober-Ohmen besteht aus den drei Kirchengemeinden Unter-Seibertenrod, Ruppertenrod und Ober-Ohmen. Es gehört zum Dekanat Gießener Land in der Propstei Oberhessen der Evangelischen Kirche in Hessen und Nassau.

## Architektur

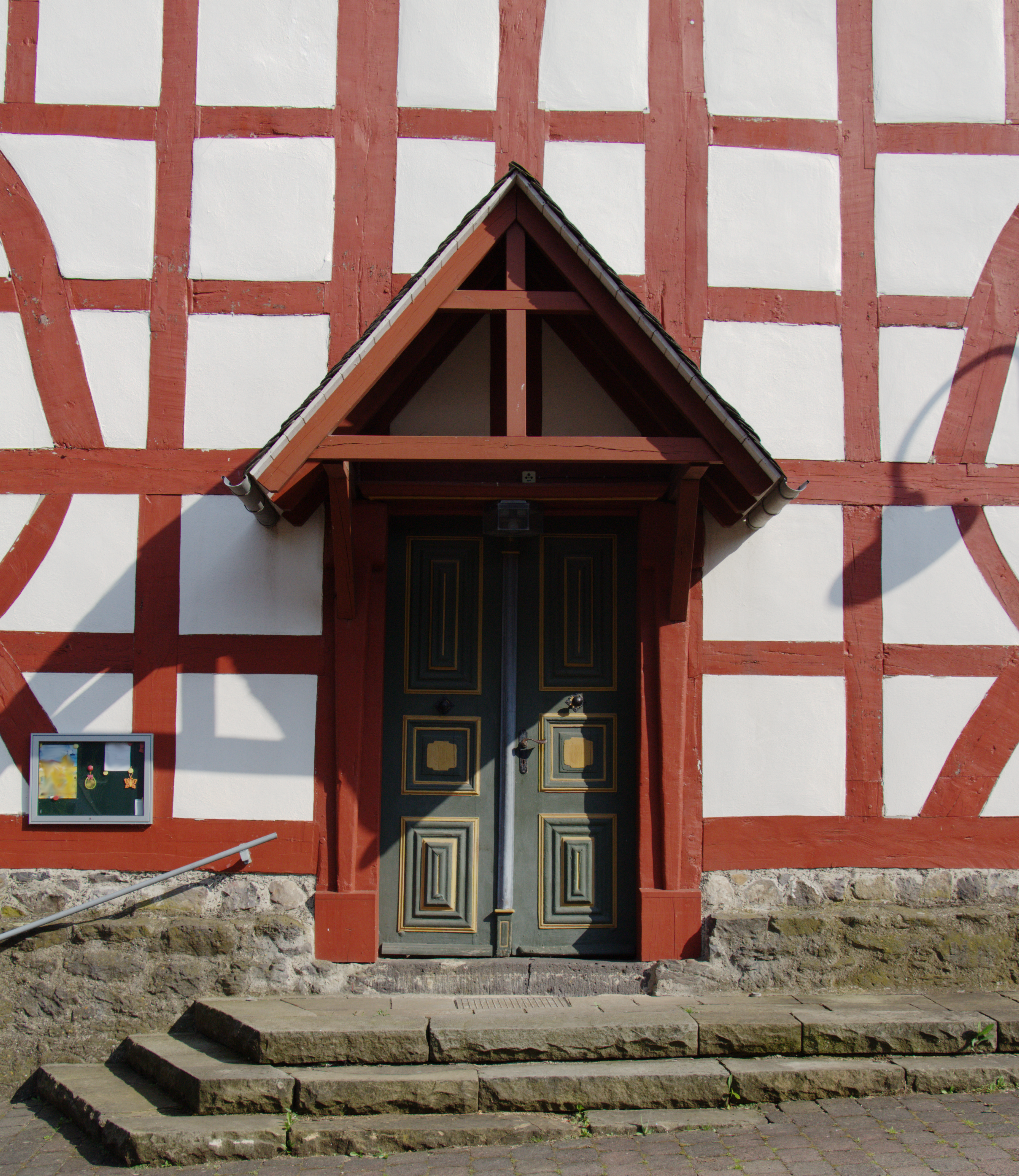
Portal an der Giebelseite

Die nicht exakt geostete, sondern nach Südosten ausgerichtete Kirche ist im Ortszentrum errichtet und wird von einem Straßendreieck umschlossen. Vermutlich entstand sie nach Plänen von Helfrich Müller. Die Zeilbacher Kirche könnte als Vorbild gedient haben. Das Holz wurde im Langsdorfer Wald geschlagen. Die Fachwerkkirche über einem Sockel aus Bruchsteinmauerwerk ist an den beiden Südseiten verschindelt und zeigt nur an den beiden Nordseiten ihre leuchtend roten Holzbalken zwischen weiß verputzten Gefachen. Zwischenzeitlich waren die Außenwände verputzt. In Fachwerkbauweise gliedern hohe Ständer mit vier durchlaufenden Riegeln die Wände. Sie sind an den Eckständern sparsam mit Schwertungen verstrebt, die im unteren Bereich durch zwei Ebenen und im oberen Bereich durch drei Ebenen gehen.
Das Gotteshaus wird von einem steilen, verschieferten Satteldach bedeckt, das im Nordwesten als Schopfwalmdach endet. Über der Giebelseite ist ein achtseitiger, schlanker Dachreiter aufgesetzt, der ebenfalls vollständig verschiefert ist. Die zwei Geschosse sind gestaffelt und haben je vier kleine rechteckige Schallluken für das Geläut. Die original erhaltene, kunstvolle Bekrönung von 1739 besteht aus einem urnenförmigen Turmknauf, einem schmiedeeisernen Kranz mit acht Spitzen um die Jahreszahl 1739 und einem vergoldeten Wetterhahn. Der Innenraum wird an der nördlichen Langseite durch drei kleine quadratische Fenster belichtet und an der südlichen Langseite durch ein kleines Quadratfenster und zwei große Rundbogenfenster, die vermutlich 1825 ihre heutige Gestalt erhalten haben. Der Chorschluss hat außen zwei hochrechteckige Fenster. Die Giebelseite ist bis auf zwei kleine quadratische Fenster unterhalb der Traufe fensterlos. Die zweiflügelige Holztür mit quadratischen und rechteckigen Profilornamenten unter einer verschieferten Verdachung stammt aus dem 19. Jahrhundert.
Der vierseitige Chorabschluss findet sich in Hessen nur noch in Quotshausen.
Ein steinernes Denkmal für die Gefallenen des Zweiten Weltkriegs ist an der Südwestseite der Kirche errichtet und gehört ebenfalls zu dem Kulturdenkmal. Ein Kreuz mit breiten Armen wird von zwei niedrigen Rechteck-Stelen umgeben.

## Innenausstattung

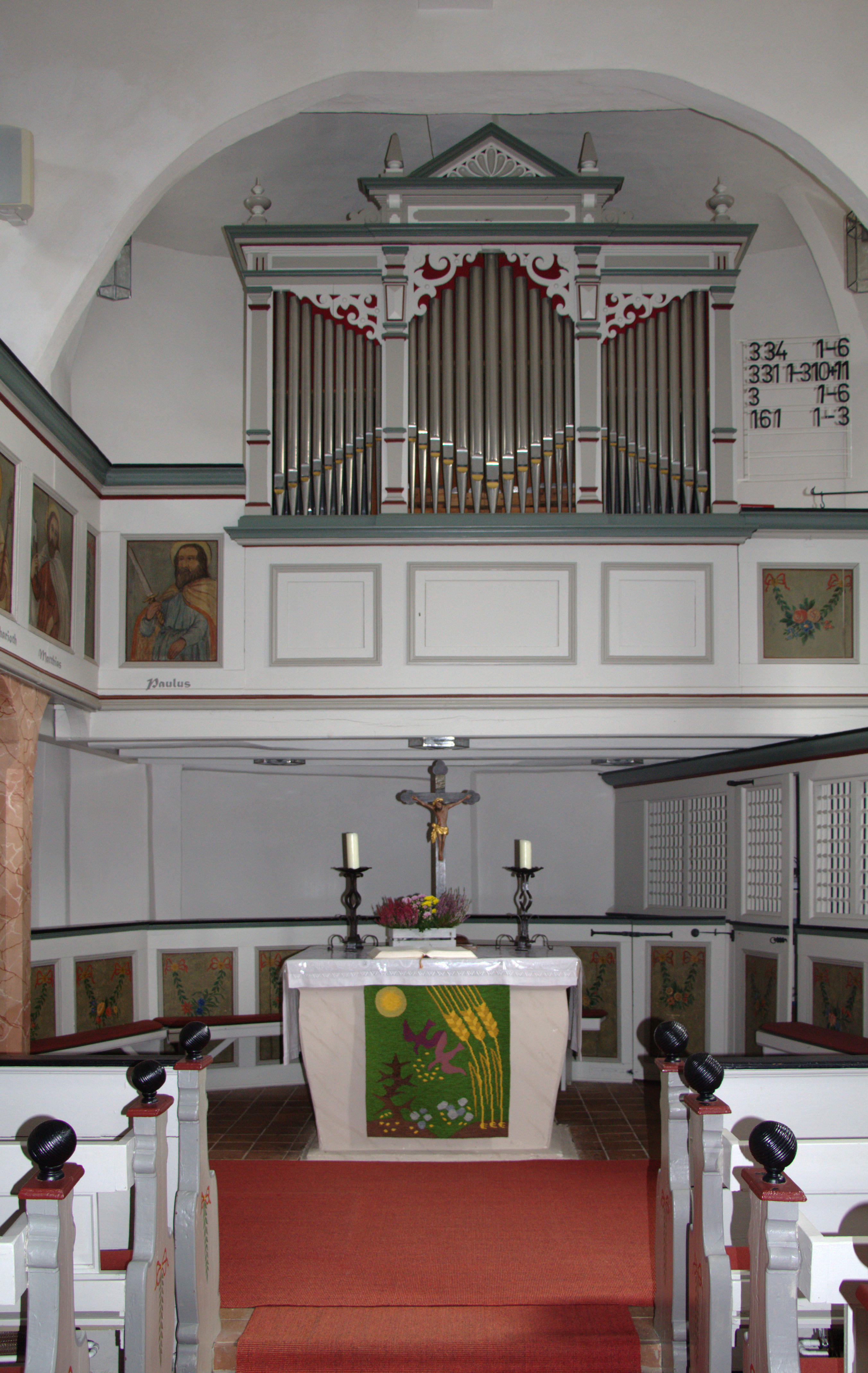
Innenausstattung Richtung Südost

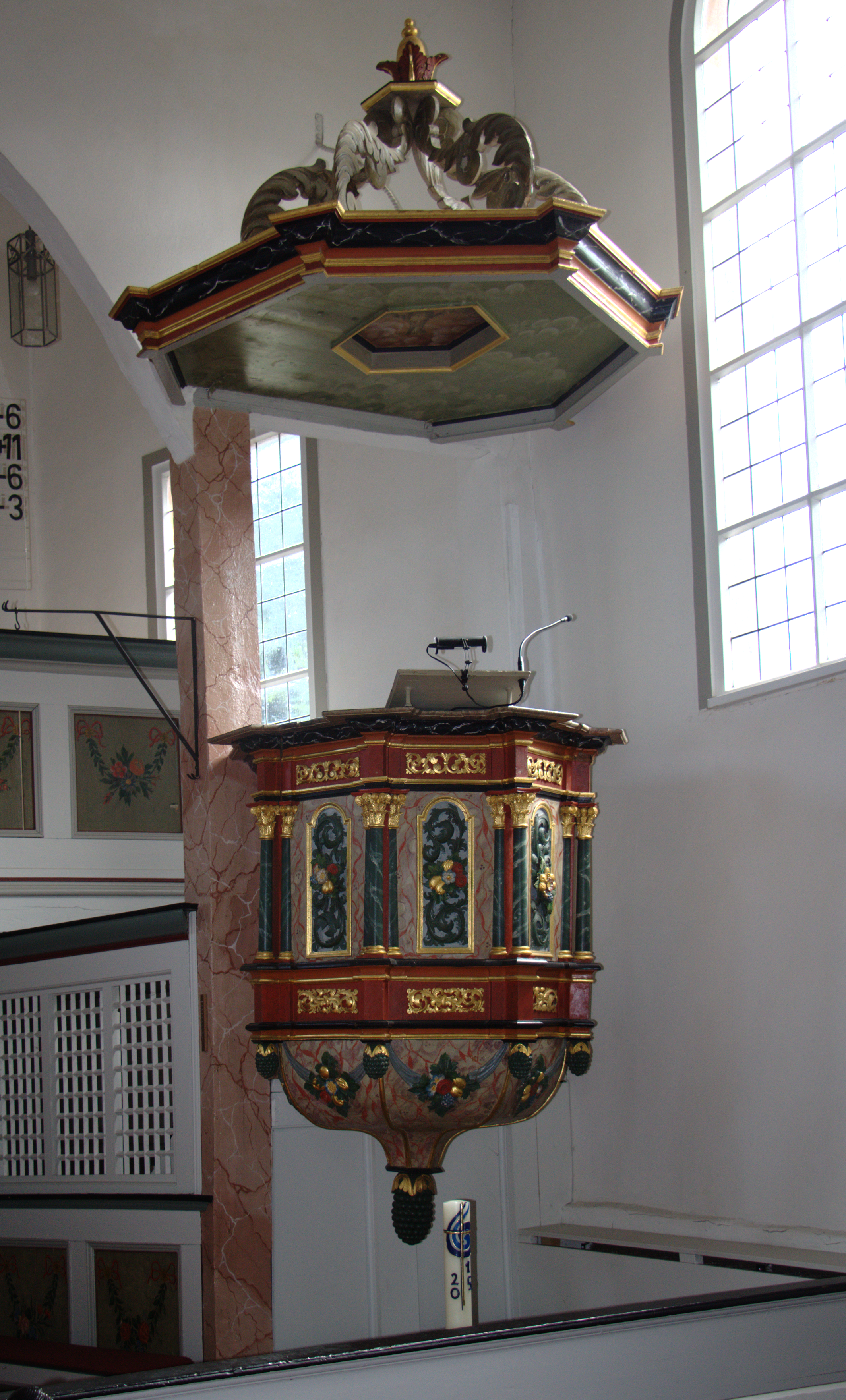
Kanzel von 1739

Bis auf die südliche Langseite, an der die Kanzel aufgestellt ist, ist eine dreiseitige bauzeitliche Empore eingebaut, die im Südosten als Aufstellungsort der Orgel dient. Die Treppe hat vierkantige Balusterdocken. Der Innenraum, dessen originale farbliche Fassung wiederhergestellt wurde, wird von einer Flachdecke abgeschlossen, die auf einem Längsunterzug ruht. Dieser wird im Südosten von einem Querbalken gestützt, der als hölzerner Triumphbogen ausgebaut ist und den Gemeindebereich vom Altarbereich trennt. Auf der gegenüberliegenden Seite stützt ein mächtiger Pfosten auf der Nordwestempore den Unterzug. Diese Empore wiederum ruht auf zwei achtseitigen Holzpfosten in rosa Marmorierung mit zwei kurzen Bügen, ebenso die Empore an der nördlichen Langseite, während im Chor zwei Wandständer mit großen Bügen die Decke stützen.
Bedeutendstes Inventarstück ist die Kanzel, die in hoher Qualität ausgeführt wurde und „geradezu städtischen Charakter“ aufweist. Heinrich Stein IV., der damalige Schreiner des Ortes, stellte 1739 die polygonale Kanzel her, die von den Gebrüdern Momberger im der Kirche gegenüberliegenden Haus mit reichen Schnitzereien im Spätrokokostil gestaltet wurde. Grün marmorierte korinthische Doppelsäulen mit vergoldeten Kapitellen gliedern die Kanzelfelder mit profilierten Rundbogen, die von bunten Blumen und grünen Rankenornamenten verziert werden. Das obere und untere Kranzgesims hat fein geschnitztes, S-förmiges und vergoldetes Akanthuswerk auf rotem Hintergrund. Der untere Teil des Kanzelkorbs hat Fruchtgehänge. Der siebenseitige Schalldeckel trägt eine schlicht gestaltete Volutenkrone.
Der aufgemauerte und weiß verputzte Blockaltar wird von einer massiven Mensaplatte bedeckt. Das hölzerne Altarkreuz mit einem Kruzifix des Dreinageltypus stammt aus der Bauzeit der Kirche.
Die Brüstungen der Emporen haben Bilder der zwölf Apostel, die mit ihren Attributen und Heiligenschein dargestellt werden und zu denen auch Judas Iskariot gehört. Die Apostel werden um Mose und Isaak aus dem Alten Testament, um Christus und Maria sowie um einige Brüstungstafeln mit Blumengebinden ergänzt. Die Blumen-Malereien finden sich auch in der Brüstung des Chorgestühls und in den kassettierten Füllungen des Pfarrstuhls wieder, der in der oberen Hälfte durchbrochenes Rautenwerk aufweist. Johann Heinrich Hisgen aus Engelrod, Sohn des Licher Kunstmalers Daniel Hisgen, schuf die Malereien im Jahr 1825. Die Posaunenengel an der Decke wurden später übermalt.

## Orgel
Die Gebrüder Bernhard aus Gambach bauten im Jahr 1902 eine Orgel mit mechanischen Kegelladen. Gegenüber dem ursprünglichen Entwurf des Sachverständigen Ludwig Dosch wurde das Register Flute octaviante 4′ ergänzt. Der querrechteckige Flachprospekt im Stil der Neorenaissance ist dreiachsig gegliedert. Das Mittelfeld wird von einem flachen Giebeldreieck bekrönt. Die Disposition lautet wie folgt:

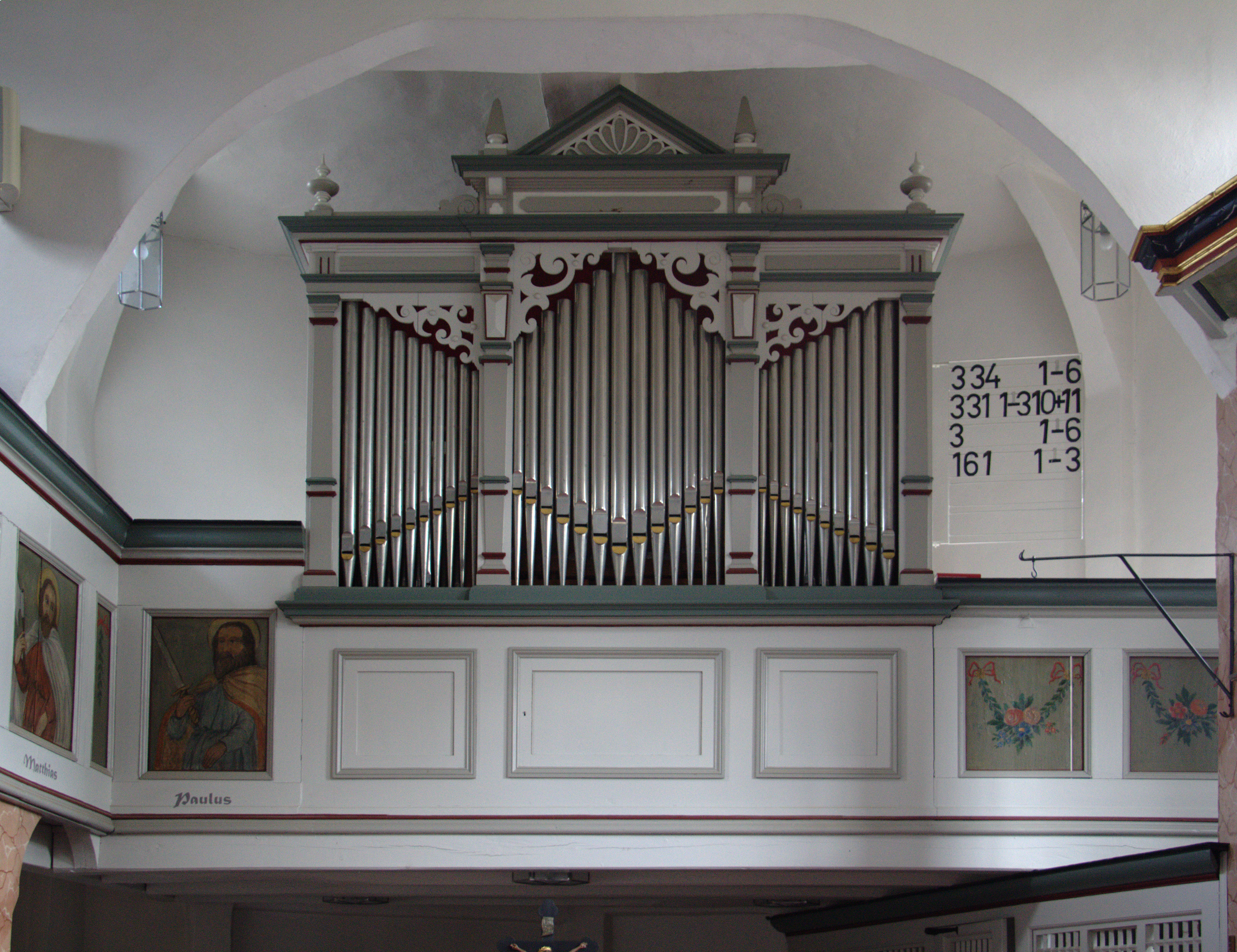
Bernhard-Orgel (1902)

| I Hauptwerk C–f3 |    |
| Principal        | 8′ |
| Bourdon          | 8′ |
| Salicional       | 8′ |
| Flute octaviante | 4′ |
| Fugara           | 4′ |

| Pedal C–d1 |     |
| Subbass    | 16′ |

- Koppeln: I/P